# Grillage avertisseur
Un grillage avertisseur est un matériau à mailles larges généralement en plastique et dont la couleur indique ce qui a été enterré à l'aplomb de ce grillage.

## Couleurs
Il existe 8 couleurs différentes pour signaler ce qui est enterré (en France, norme NF P98-332) :
- Rouge : Électricité ;
- Bleu : Eau potable ;
- Vert : Télécom/Vidéo ;
- Jaune : Gaz combustibles [2] et hydrocarbures liquides ;
- Violet : Chauffage/Climatisation urbaine ;
- Orange : Produits Chimiques ;
- Blanc : Équipements routiers dynamiques[3] ;
- Marron : Assainissement.

## Installation
Le grillage avertisseur doit être enterré dans une tranchée, à une distance de 20  à   30 centimètres au-dessus de ce qui est à protéger (tuyaux, câble, etc.),.

## Normes
En France, la norme NF P98-332 "Chaussées et dépendances - Règles de distance entre les réseaux enterrés et règles de voisinage entre les réseaux et les végétaux" définit notamment les associations entre les couleurs des grillages avertisseurs et les réseaux à signaler. La norme NF EN 12613, "Dispositifs avertisseurs à caractéristiques visuelles, en matière plastique, pour câbles et canalisations enterrés" précise les caractéristiques de ces grillages avertisseurs.